# Dietrich Averes
Dietrich Averes (ur. 4 stycznia 1894, zm. 21 września 1982) – niemiecki as myśliwski z czasów I wojny światowej z 10 potwierdzonymi zwycięstwami powietrznymi.

## Życiorys
Służbę w lotnictwie rozpoczął we wrześniu 15 maja 1915. Służył jako pilot w jednostkach rozpoznawczych na froncie wschodnim. Na wiosnę 1917 przeszedł szkolenie na pilota myśliwskiego w Warszawie. Po szkoleniu dostał przydział do Jasta Ober-Ost. W jednostce odniósł swoje pierwsze zwycięstwo powietrzne 27 sierpnia nad rosyjskim balonem obserwacyjnym.
W maju 1918 został wraz z jednostką, która została przemianowana na Jasta 81 przeniesiony na front zachodni. Do końca wojny odniósł łącznie 10 zwycięstw powietrznych, ostatnie 3 października 1918.
Po wojnie latał sportowo jako pilot szybowców. Po utworzeniu Luftwaffe służył jako pilot. Walczył także w II wojnie światowej. Zakończył służbę w stopniu majora.